# Брамптон Стилхедс
«Брамптон Стилхедс» (англ. Brampton Steelheads) — молодёжный канадский хоккейный клуб из города Брамптон, провинция Онтарио, Канада. Выступает в Хоккейной лиге Онтарио (OHL), одной из трёх лиг, составляющих Канадскую хоккейную лигу (CHL).
На основном логотипе «Стилхедс» изображена форель стилхед (стальноголовый лосось) под словом «Брамптон», с кленовым листом после него. Цвета команды — синий и белый..

## Достижения
- Бобби Орр Трофи: 2017;
- Эммс Трофи: 2017;